# Liste der Monuments historiques in Corveissiat
Die Liste der Monuments historiques in Corveissiat führt die Monuments historiques in der französischen Gemeinde Corveissiat auf.

## Liste der Bauwerke
| Bezeichnung       | Beschreibung                                      | Standort | Kennzeichnung | Schutzstatus | Datum | Bild           |
| ----------------- | ------------------------------------------------- | -------- | ------------- | ------------ | ----- | -------------- |
| Kirche St-Maurice | Erbaut in der zweiten Hälfte des 15. Jahrhunderts | (Lage)   | PA00116386    | Classé       | 1941  | weitere Bilder |

## Liste der Objekte
- Monuments historiques (Objekte) in Corveissiat in der Base Palissy des französischen Kultusministeriums